# 氷上恭子
氷上 恭子（ひかみ きょうこ、1969年1月11日 - ）は、日本の女性声優。兵庫県宝塚市出身。マウスプロモーション所属。

## 来歴
子供の頃から絵や音楽が好きだったが、中学時代に演劇部の友人が多く学校演劇などを観に出かけて芝居に興味を持った。しかし小さい頃から人前に出ることが苦手だったため、自分でやろうとは考えておらず、美術部で油絵、七宝焼きなどを製作していた。
中学生の頃、声優志望だった友人の影響で、声優という職業があることを知った。高校進学後、高校には演劇部がなかったものの、「演劇をやりたい」と気持ちに火が付けたようで高校時代に養成所に通い始める。高校時代はコーラス部と文芸部に所属していた。高校時代に神戸市へ転居。高校卒業後に声優の勉強を本格的に始めようとしたが、親の猛反対を受ける。
ひとまず園田学園女子短期大学部幼児教育学科に通いながら、東映俳優養成所の大阪校に入所していた。一度は就職も考えていたが、声優への道も断念できず、卒業後、何とか親を説得し、東京に移住。その後東京アナウンス学院放送声優科を卒業し、江崎プロモーション（現・マウスプロモーション）付属俳優養成所を経て、江崎プロモーション（現・マウスプロモーション）に所属。1992年、読売テレビ製作のテレビアニメ『コボちゃん』で声優デビュー。江崎プロモーションに入ったのは、その約2年後の1994年である。
1995年放送のテレビアニメ『愛天使伝説ウェディングピーチ』の主人公「花咲ももこ（ウェディングピーチ）」役で一躍有名になった。なお、『ウェディングピーチ』で有名になる前は、アニメよりも洋画や海外ドラマの吹き替えの仕事のほうが多かった。
1997年からは同じマウスプロモーション所属の小島幸子、増田ゆきとChiffons（シフォン）というグループを結成。
2018年7月1日に俳優の橋本禎之と結婚した。

## 人物・エピソード
声優としては、アニメ、外画吹き替え、ゲームなど幅広く活躍している。
役柄としては男の子からお姉さん役まで演じる。
イベントなどでコスプレする機会が多い。
弟がいる。
特技はピアノの演奏。資格は日本語教育能力試験。方言は関西弁。
トレーディングカードゲーム『アクエリアンエイジ』では、氷上自身が声を演じたうさだヒカル（ラ・ビ・アン・ローズ）と、まじんがっぱ（共に『デ・ジ・キャラット』の登場キャラクター）の絵も担当している。さらに、シーラ・シェフィールド役を演じた『悠久幻想曲』に関連して、『悠久幻想曲 2nd Album』の小説版には、この小説の作者のたきもとまさしの似顔絵を描いている。
短大時代に幼児教育を専攻した理由は、「絵も歌もお芝居も全部出来そうだったから」と話している。
小桜エツコ、西村ちなみ、ゆきのさつきとは東京アナウンス学院の同期にあたる。
ブロッコリーから誕生した声優ユニット「D.U.P.」などのメンバーの1人でもある。当初はラ・ビ・アン・ローズの役もオーディションで選ばれる予定であったが、ブロッコリー主催のデ・ジ・キャラット新人声優オーディションで、ドン・マッコウと共に司会進行を務めていた氷上に真田アサミと沢城みゆきの教育係として、ラ・ビ・アンローズ役を任された（なお、デ・ジ・キャラットでデビューした沢城は後に氷上と同じマウスプロモーション所属となる）。

## 出演
太字はメインキャラクター。

### テレビアニメ
1992年
- コボちゃん（1992年 - 1994年、白川、小池アキラ、ウェイトレス 他）

1994年
- クッキングパパ（女子事務員）
- 幽☆遊☆白書（霊界特防隊）
- とっても!ラッキーマン（1994年 - 1995年、目立真千子）
- BLUE SEED（1994年 - 1995年、晶子）
- 魔法陣グルグル（グリエル）

1995年
- 忍たま乱太郎（海女C）
- モジャ公（ピロロ、ユミー）
- NINKU -忍空-（1995年 - 1996年、結花、美里、曲芸娘）
- 愛天使伝説ウェディングピーチ（1995年 - 1996年、ウェディングピーチ / 花咲ももこ）
- ふしぎ遊戯（女子B、娘娘A）
- 十二戦支 爆烈エトレンジャー（1995年 - 1996年、クリーム、姉、珠献）
- ストリートファイターII V（子供のリュウ）
- 行け!稲中卓球部（審判、女教師）
- 闘魔鬼神伝ONI（1995年 - 1996年、もえぎ）

1996年
- VS騎士ラムネ&40炎（カカオ）
- それいけ!アンパンマン（さくらちゃん、みょうがちゃん）
- クレヨンしんちゃん（女）
- B'T-X（ナーシャ）
- セイバーマリオネットJ（ジェミニ）

1997年
- 魔法少女プリティサミー（樋香里）
- HAUNTEDじゃんくしょん（青はんてん）
- マッハGoGoGo（ハンナ）
- HARELUYA II BØY（レイラ、シスター）
- ポケットモンスター（エリカ）
- アニメがんばれゴエモン（土屋明日香）
- 吸血姫美夕（茂利優子）

1998年
- トライガン（ステファニー）
- プリンセスナイン 如月女子高野球部（森村聖良）
- カードキャプターさくら（中川容子）
- SHADOW SKILL -影技-（ライ）
- バブルガムクライシス TOKYO 2040（エレン）

1999年
- 火魅子伝（香蘭）
- ベターマン（彩火乃紀）
- To Heart（1999年 - 2004年、姫川琴音） - 2シリーズ
- 劇場版ポケットモンスター ミュウツーの逆襲 完全版（アイ）
- 無限のリヴァイアス（1999年 - 2000年、ユイリィ・バハナ、カレン・ルシオラ）
- トラブルチョコレート（デボラ）
- GTO（大橋素子）
- デ・ジ・キャラット（ラ・ビ・アン・ローズ）

2000年
- 六門天外モンコレナイト（バッチィ、ワルキュリア少女新兵隊ミー）
- 臣士魔法劇場 リスキー☆セフティ（海璃）
- サクラ大戦TV（高村椿）
- HAND MAID メイ（サイバドール・サラ）
- 銀装騎攻オーディアン（ジル）
- 真・女神転生デビチル（2000年 - 2001年、カレン、ジャックフロスト、カマイタチ、ピクシー）
- 人造人間キカイダー THE ANIMATION（ミユキ）

2001年
- ジャングルはいつもハレのちグゥ（摩耗ともよ）
- シスター・プリンセス シリーズ（2001年 - 2002年、眞深、あの人） - 2シリーズ
- 超GALS!寿蘭（浅井栞）
- FF：U 〜ファイナルファンタジー:アンリミテッド〜（2001年 - 2002年、リサ・パツィフィースト）
- ナジカ電撃作戦（入江愛）
- おとぎストーリー 天使のしっぽ（2001年 - 2003年、ヘビのユキ、トキさん） - 2シリーズ
- はじめの一歩（小学生の千堂）

2002年
- アクエリアンエイジ Sign for Evolution（香野ユイ）
- ぱにょぱにょデ・ジ・キャラット（ナレーション、ヘンゼル）
- アベノ橋魔法☆商店街（今宮満代）
- Witch Hunter ROBIN（堂島百合香）
- スパイラル －推理の絆－（初山レイ子）
- PIANO（斉藤さん）

2003年
- ドラえもん（テレビ朝日版第1期）（くるみ、女子A）
- あたしンち（2003年 - 2016年、須藤） - 2シリーズ
- 攻殻機動隊 STAND ALONE COMPLEX（カナビ）
- DEAR BOYS（工藤かおり）
- デ・ジ・キャラットにょ（2003年 - 2004年、ラ・ビ・アン・ローズ）
- セイント・ビースト〜聖獣降臨編〜（女神〈ユキ〉）
- ヤミと帽子と本の旅人（メイリン、玉藻の前）

2004年
- ポケットモンスター サイドストーリー（ラブリン）
- 鋼の錬金術師（パニーニャ）
- 無人惑星サヴァイヴ（ジルバ）
- ポケットモンスター アドバンスジェネレーション（ホシカ）
- 爆裂天使（マリオ）
- MONSTER（2004年 - 2005年、ロッテ）
- サムライガン（紅）

2005年
- ギャラリーフェイク（リンダ）
- タイドライン・ブルー（ジョゼ）
- 名探偵コナン（2005年 - 2024年、先崎波花、清水、井筒尚子、ベラ・曳舟、星川鏡子）
- 焼きたて!!ジャぱん（ホカホカお姉さん）

2006年
- ガンパレード・オーケストラ（古関里美）
- 女子高生 GIRLS-HIGH（姫路京子）
- NARUTO（花月舞）
- xxxHOLiC（サクラコ、カオルコ）
- まじめにふまじめ かいけつゾロリ（サンディ）
- ギャラクシーエンジェる〜ん（うさだ名人〈ラ・ビ・アン・ローズ〉）
- 流星のロックマン（2006年 - 2008年、ハープ） - 2シリーズ
- ウィンターガーデン（ラ・ビ・アン・ローズ）

2007年
- ケロロ軍曹（胡散田ヒカリ）
- 少年陰陽師（篤子）
- 東京魔人學園剣風帖 龖（高見沢舞子） - 2シリーズ
- ひとひら（西田理咲）
- シグルイ（お蓉）
- ラブ★コン（中原スタイリスト）
- Myself ; Yourself（職員）

2008年
- 彩雲国物語（縹瑠花）
- 破天荒遊戯（ヴィンセント）
- 秘密 〜The Revelation〜（吉野美沙）
- ロザリオとバンパイア CAPU2（亜婦皿先生）

2009年
- フレッシュプリキュア!（2009年 - 2010年、桃園あゆみ）
- クロスゲーム（2009年 - 2010年、樹多村君江）

2010年
- はなまる幼稚園（土田の母）
- ひめチェン!おとぎちっくアイドル リルぷりっ（佐々木トモコ）
- ヨスガノソラ（悠の母）

2011年
- そふてにっ（三吉杏子）
- SKET DANCE（マリッジ・ブルー）

2012年
- パパのいうことを聞きなさい!（佐原よし子）
- スマイルプリキュア!（黄瀬ちはる）
- CØDE:BREAKER（桜小路ゆき）

2013年
- DEVIL SURVIVOR2 the ANIMATION（じゃあくフロスト）
- 幕末義人伝 浪漫（茜）
- 恋愛ラボ（坂上先生）
- BROTHERS CONFLICT（岸田香織）
- 蒼い世界の中心で（ギアの母〈ステラ〉）

2014年
- アイカツ!（2014年 - 2016年、大空小陽）
- ヒーローバンク（羽地キタヨ）

2015年
- 神様はじめました◎（神堕ちA）

2018年
- 俺が好きなのは妹だけど妹じゃない（眞深）

2020年
- おちこぼれフルーツタルト（貫井はよ）

2021年
- BORUTO-ボルト- NARUTO NEXT GENERATIONS（犬塚アキタ）
- さんかく窓の外側は夜（冷川塔子）

2022年
- ポケットモンスター（エリカ）
- 令和のデ・ジ・キャラット（2022年 - 2023年、ラ・ビ・アン・ローズ）
- ポプテピピック TVアニメーション作品第二シリーズ（ピピ美〈第8話Aパート〉）

2023年
- ライザのアトリエ 〜常闇の女王と秘密の隠れ家〜（バーバラ）

2025年
- アン・シャーリー（アラン夫人）
- おそ松さん（スイカ星人）

### 劇場アニメ
1997年
- ウルトラニャン 星空から舞い降りたふしぎネコ（モモ）

1998年
- ウルトラニャン2 ハッピー大作戦（モモ）
- スレイヤーズごぅじゃす（マレーネ）

2000年
- 劇場版 六門天外モンコレナイト〜伝説のファイアドラゴン〜（バッチィ）

2001年
- サクラ大戦 活動写真（高村椿）
- Di Gi Charat 星の旅（ラ・ビ・アン・ローズ）
- ドラえもん のび太と翼の勇者たち（ミルク）

2004年
- フイチンさん（チンナイ）
- 名探偵コナン 銀翼の奇術師（酒井なつき）

2005年
- あらしのよるに（幼いメイ）

2009年
- 星に願いを Fantastic Cat（マリ）
- 映画 フレッシュプリキュア! おもちゃの国は秘密がいっぱい!?（桃園あゆみ）

2013年
- 魔女っこ姉妹のヨヨとネネ（おヨミ）

2015年
- 映画 プリキュアオールスターズ 春のカーニバル♪（王女様）

2017年
- 劇場版ポケットモンスター キミにきめた!（エリカ）

2023年
- 北極百貨店のコンシェルジュさん（カリブモンクアザラシ）

### OVA
1995年
- 学校の幽霊
- 今日から俺は!!（1995年 - 1996年、学生、女生徒A）
- ブラック・ジャック（カティナ・アレコ）
- 女神天国（パステル）

1996年
- アイドルプロジェクト（キウイ）
- ウェディングピーチDX（ウェディングピーチ / 花咲ももこ）
- ガルフォース -THE REVOLUTION-（1996年 - 1997年、ポニー）
- 銀河お嬢様伝説ユナ〜深闇のフェアリィ〜（亜弥乎）
- ぞくぞく村のオバケたち
- 闘神伝（エリス）
- BURN-UP W（麻理亜）

1997年
- ありす in Cyberland（高倉沙貴）
- サクラ大戦 桜華絢爛（高村椿）
- 桜通信（春日麗）
- B'T-X NEO（ナーシャ）

1998年
- サイキックフォース（ウェンディー・ライアン）
- POWER DoLLS Detachment of Limited Line Service プロジェクトα（エイミー・パーシング）

1999年
- サクラ大戦 轟華絢爛（高村椿）

2002年
- サクラ大戦 神崎すみれ 引退記念 す・み・れ（高村椿）
- ナコルル〜あのひとからのおくりもの〜 郷里之畏友編（レラ、ナコルルの母）

2003年
- ジャングルはいつもハレのちグゥデラックス/FINAL（摩耗ともよ）
- Di Gi Charat劇場 ぴよこにおまかせぴょ!（ラ・ビ・アン・ローズ）
- HAND MAID マイ（本田アヤ）

2006年
- ぞくぞく村のオバケたち（ピー）

2008年
- やなせたかしメルヘン劇場 しっぽのうた（エル）

2011年
- SUPERNATURAL: THE ANIMATION（モリー）

### Webアニメ
- マウスどうぶつえん（2016年 - 、オオカミのきょうこ）
- ニンジャボックス（2019年、ヒロトの母、氷雨）
- マウスどうぶつえん名作劇場（2020年、オオカミのきょうこ）
- エデン（2021年、A37[48]）

### ゲーム
1995年
- 制服伝説プリティ・ファイターX（青木真琳）

1996年
- ありす in Cyberland（高倉沙貴）
- サクラ大戦（高村椿）
- ルナ シルバースターストーリー（ルーナ）

1997年
- あやかし忍伝くの一番（不知火遙）
- 10101"WILL"THE STARSHIP（ユウ）
- ウィザーズハーモニー2（ティーファ・クローゼン）
- 銀河お嬢様伝説ユナ3 LIGHTNING ANGEL（亜弥乎）
- クロス・ロマンス 恋と麻雀と花札と（伏見由花里）
- サクラ大戦 蒸気ラジヲショウ（高村椿）
- サクラ大戦 花組対戦コラムス（高村椿）
- サクラ大戦 花組通信（高村椿）
- 雀帝 BATTLE COS-PLAYER（ユリコ）
- 新世紀エヴァンゲリオン 2nd Impression（山岸マユミ）
- DESIRE（マコト・イズミ）
- ドキドキプリティリーグ（中山玲子）
- バルクスラッシュ（リラ・ハート）
- POWER DoLLS 2（エイミー・パーシング）
- ブレス オブ ファイアIII（ニーナ）
- ポケットラブ（愛川涼音）
- 悠久幻想曲（シーラ・シェフィールド）
- ラグナキュール（ティア）

1998年
- エーベルージュ スペシャル 〜恋と魔法の学園生活〜（マール・アンハルト）
- エーベルージュ2（マール・アンハルト）
- エリーのアトリエ 〜ザールブルグの錬金術士2〜（マルローネ）
- お嬢様特急（桜井真美）
- サイキックフォース2012（ウェンディー・ライアン）
- サクラ大戦2 〜君、死にたもうことなかれ〜（高村椿）
- サクラ大戦 帝撃グラフ（高村椿）
- ずっといっしょ（若林薫、岬琴音）
- 慟哭 そして…（華苗）
- ドラゴンフォースII -神去りし大地に-（リリ）
- 幕末浪漫第二幕 月華の剣士（高嶺響）
- ポイッターズポイント2〜SODOMの陰謀〜（リンダ）
- ポポローグ（ミルト）
- 17歳 〜My Dear Angel〜（文香）

1999年
- 火魅子伝〜恋解〜（香蘭）
- サイレントボマー（アンリ・オハラ）
- サムライスピリッツ新章 〜剣客異聞録 甦りし蒼紅の刃〜（沙耶〈サヤ〉）
- Sonata（TW2-FUSHIMI、フシミ、納屋橋ふしみ）
- ToHeart（姫川琴音）
- ハイスクール・オブ・ブリッツ
- 封神領域エルツヴァーユ（斎月セツナ）
- ポップンタンクス!（ドミナ）
- Mystic Mind 〜揺れる想い〜（高崎瑠梨）
- ラブラブトロッコ 〜二人の恋のメロディ〜（ロージー）
- ロードオブモンスターズ（パルア） - PS版

2000年
- サクラ大戦 花組対戦コラムス2（高村椿）
- さらば宇宙戦艦ヤマト 愛の戦士たち（サーベラー）
- 探偵紳士 DASH!（綾木麻衣子）
- 天使のプレゼント マール王国物語（ペコニャン）
- ハッピィサルベージ（ミランダ）
- ブレス オブ ファイアIV うつろわざるもの（ニーナ）

2001年
- CAPCOM VS. SNK 2 MILLIONAIRE FIGHTING 2001（高嶺響）
- ジャック×ダクスター 旧世界の遺産（ケイラ）
- デ・ジ・キャラット ファンタジー（うさだ）
- ナコルル 〜あのひとからのおくりもの〜（ナコルルの母、ウババ）
- マールDEジグソー（ペコニャン）

2002年
- サクラ大戦4 〜恋せよ乙女〜（高村椿）
- 真・女神転生 デビルチルドレン 黒の書・赤の書（ジャックフロスト）
- デ・ジ・キャラット でじこミュニケーション（うさだ）
- ビストロ・きゅーぴっと（ローズ・シナモン）
- ブレス オブ ファイアV ドラゴンクォーター（ニーナ）

2003年
- イースI・IIエターナルストーリー（フィーナ）
- SAKURA〜雪月華〜（深海優子）
- サクラ大戦 〜熱き血潮に〜（高村椿）
- サムライスピリッツ零（レラ）
- LUNAR 〜レジェンド〜（ルーナ）
- おとぎストーリー 天使のしっぽ（ヘビのユキ）

2004年
- サムライスピリッツ零SPECIAL（レラ）
- 3年B組金八先生 伝説の教壇に立て!（聖あやか）
- ジャック×ダクスター2（ケイラ）
- センチメンタルプレリュード（長谷川聡美）
- 続・ボクらの太陽 太陽少年ジャンゴ（ザジ、ドゥネイル）
- でじこミュニケーション2（にょ）
- 打倒! ブラックゲマゲマ団!（うさだ）

2005年
- 忍道 戒（揚羽、薄羽）
- 新・ボクらの太陽 逆襲のサバタ（ザジ）
- プリンセスコンチェルト（シャリオ）
- 舞-HiME 運命の系統樹（九条むつみ）
- 義経紀（静御前）
- ワンダと巨像（ドルミン）

2006年
- ガンパレード・オーケストラ 青の章 〜光の海から手紙を送ります〜（古関里美）
- サウンドノベル・ポータブル かまいたちの夜2 特別篇（香山夏美）
- true tears（2006年 - 2008年、秋山飛美） - 2作品
- ボクらの太陽 Django & Sabata（トーベ、アリス）

2007年
- 神曲奏界ポリフォニカ THE BLACK（ウォナーリア・ゲニカ・ヤクリトーレ）
- ひぐらしのなく頃に祭（間宮リナ）

2008年
- 侍道3（先生）
- ドラマチックダンジョン サクラ大戦 〜君あるがため〜（高村椿）

2009年
- ジャック×ダクスター 〜エルフとイタチの大冒険〜（ケイラ）
- ルナ ハーモニー オブ シルバースター（ルーナ）

2011年
- キャサリン（マーサ・ウスペンスキー）
- 忍道2 散華（薄羽）

2012年
- ゲームでも、パパのいうことを聞きなさい!（佐原よし子）
- ルートダブル -Before Crime * After Days-（きらら、ビヨンド・コミィ）

2013年
- 鬼武者Soul（ニーナ）
- RaiderZ（女性キャラクター＆システムボイス）

2014年
- 超ヒロイン戦記（ラ・ビ・アン・ローズ/うさだヒカル）
- 剣の街の異邦人（マリリス・クライバウム）

2015年
- ウチの姫さまがいちばんカワイイ（麒麟姫 瑞珠）
- ひぐらしのなく頃に粋（間宮リナ）

2016年
- ISLAND（紗羅の母、有馬雨蘭）
- ブレス オブ ファイア6 白竜の守護者たち（ニーナ）

2019年
- ゴシックは魔法乙女〜さっさと契約しなさい!〜（ラ・ビ・アン・ローズ / うさだヒカル）

2021年
- スーパーロボット大戦30（彩火乃紀、アルジャーノン見張番26号）
- スーパーロボット大戦DD（彩火乃紀）

2023年
- ファイアーエムブレム エンゲージ（イヴ）
- ストリートファイター6（市民）

### デジタルコミック
- VOMIC ǝnígmǝ【エニグマ】（灰葉ミナ）

### ドラマCD
- おとぎストーリー 天使のしっぽ Drama CD Vol.1（2001年、ヘビのユキ）
- Weiß kreuz Dramatic Collection I The Holy Children（沙山なつき）
- エンジェルボイスメモリアル ポケットラブ（愛川鈴音） 
  - 挿入歌「太陽にキッス!」（with 岩男潤子、作詞：しばたひろあき、作曲：飯塚博）
  - 挿入歌「キスが嫌いなテディベア」（with 岩男潤子、作詞：白倉由美、作曲：飯塚博）
  - 挿入歌「君は草冠の姫」（with 岩男潤子、作詞：白倉由美、作曲：飯塚博）
  - 挿入歌「クロッカスの羽」（作詞：白倉由美、作曲：佐藤泰弘）
- ガートルードのレシピ（佐原漱）
- KIRAI（ミユキ）
- 金田一少年の事件簿 悪魔組曲殺人事件（七瀬美雪）
- 金田一少年の事件簿 死神病院殺人事件（七瀬美雪）
- コクーン・ワールド　〜夜通しで走る冒険者〜（ナーム）
- SAKURA〜雪月華〜（深海優子・滝夜叉）
- STEINS;GATE オーディオシリーズ☆ラボメンナンバー008☆（阿万音由季）
- 停電少女と羽蟲のオーケストラ 深淵からの招待状（トモエ）
- 天使のしっぽCDドラマ・高校生編「夢で逢えたら」（ヘビのユキ）
- ときめきメモリアル 旅立ちの詩 so long 〜館林見晴〜（西原あゆみ）
- 獏狩り（水無瀬マナ）
- ファイアーエムブレム 黎明編/紫嵐編（レナ）
- FALCOM SPECIAL BOX '96 [DISC2] CDドラマ ブランディッシュ外伝（ジンコ）
- BOOM TOWN SONG SONG SONG（珠里）
- フルメタル・パニック!（千鳥かなめ）
- ブレス オブ ファイアIII（ニーナ） 
  - 挿入歌「ハモニカ」（作詞：白倉由美、作曲：太田美知彦）
- ひぐらしのなく頃に（間宮リナ）
- ひとひら（西田理咲）
  - ひとひら オリジナルドラマ&BGMアルバム Vol.1「麦編」
  - ひとひら オリジナルドラマ&BGMアルバム Vol.2「野乃編」
- プリンセスナイン 如月女子高野球部 CDドラマ 燃える対決!裸のナインたち（森村聖良[59]）
- 封神演義（鄧嬋玉）
- PON!とキマイラ（相田千津）
- MAUSU THEATER
- ミュウツーの誕生（アイツー）
- やえかのカルテ（如月芹奈）
- ゆびさきミルクティー（池田未記）
- 覇界王 〜ガオガイガー対ベターマン〜（2019年、彩火乃紀）
  - side：ガオガイガー「number.EX 再-SAIKAI-」[60]
  - side：ベターマン「number.EX 求-PROPOSE-」[61]
- 龍三郎シリーズ（渋沢玉三郎、岸田桜子）
- レーカン!（天海夕陽[62]）
- ONE 〜輝く季節へ〜（深山雪見）
  - triplet story
  - miniature

### 吹き替え

#### 映画
- アダムス・ファミリー2 ※日本テレビ版
- あなたに降る夢
- 恋人はパパ/ひと夏の恋
- ゴースト・スクリーム（ヴァージニア〈ネーヴ・キャンベル〉）
- ゴッドファーザー・サガ
- コンゴ（エイミー）※ソフト版
- ジャイアント・ベビー（アダム・サリンスキー）※日本テレビ版
- 11:14（シェリー〈レイチェル・リー・クック〉）
- 沈黙の要塞（ジェニングスのメイク係）※DVD版
- ディディエ（ミジョー）
- ニック・オブ・タイム（リン・ワトソン〈コートニー・チェイス〉）※DVD版
- ネイビー・シールズ ※テレビ朝日版
- ハイダウェイ（サマンサ）
- ビバリーヒルズ・コップ3（チケット販売員）※ソフト版
- 不機嫌な赤いバラ
- フッテージ（トレイシー・オズワルド〈ジュリエット・ライランス〉）
- ブロークン・チェーン（キャサリン）
- ホーム・アローン（リニー・マカリスター〈アンジェラ・ゴーサルズ〉）※テレビ朝日版（日本語吹替完全版Blu-rayBOX収録）
- ホーム・アローン2（リニー・マカリスター〈モーリーン・エリザベス・シェイ〉）※テレビ朝日版
- マスク
- 真夜中の天使（リンダ）
- ミルク・マネー（ホリー〈アマンダ・シャーキー〉）
- 野獣教師 ※フジテレビ版
- ライフ with マイキー
- Uターン（ジェニー〈クレア・デインズ〉）

#### ドラマ
- ER緊急救命室
  - シーズン1 #12（シェリー〈エリン・レショーン・ワイリー〉）
  - シーズン4（ローラ・クエンティン〈ダニエル・ハリス〉）
  - シーズン6 #20（シェリー〈ステファニー・ブラス〉）
  - シーズン9 #4（マーリーン〈アレクサンドラ・カイル〉）
  - シーズン11（ラドロー〈ジョヴァンニ・ピコ〉）
- ウルトラマンパワード（TVレポーター）
- 新スタートレック（アリサ・オガワ〈パティ・ヤスタケ〉）※第148話
- 新フェーム（ミシェル）
- チャームド 〜魔女3姉妹〜 Season5（ジェシカ）､Season6（ビアンカの母）
- ともだちは科学者『キュリー夫人』（マルティーヌ）
- ともだちは音楽家『ロッシーニの見た幻』（レリアナ）
- パパ（ハン・セヨン〈イ・ヨンエ〉）
- フルハウス（アーロン・ベイリー〈ミコ・ヒューズ〉）※第3シーズンのみ
- ボーイ・ミーツ・ワールド（トパンガ・ローレンス〈ダニエル・フィッシェル〉）
- 100 オトナになったらできないこと（ミセス・マーティン〈ステファニー・エスカジェダ〉、 CJの母親）

#### アニメ
- ピノキオ 新しい冒険（トゥウィンクル）
- 101匹わんちゃんII パッチのはじめての冒険（クリスタル）
- リトル・マーメイド[63]

### ラジオ
- 氷上恭子のエル・ステーション
- アニマガパラディ（文化放送）
- グーチョキパー アニゲでポン!（MBSラジオ）
- Broccoli The Night特番プリンセスコンチェルトスペシャル
- 子安・氷上のゲムドラナイト
- 子安・氷上のゲムドラA（エース）
- 桜通信
- ぱぁれしふぉん
- クリームソーダとギムレット（ウェイトレス・キョウコ）
- シフォンのボイス探偵団[64]
- シフォン☆シフォン
- Sweet Screaming Revue
- Radio de Chiffons
- Radio Cioccolata
- しんみち家の人々（文化放送系：1997年 - 1998年）
- KADOKAWA電波マガジン（TOKYO FM系）
  - 「ドラゴン探偵局」（1997年 - 1998年）
  - 「CYBER NET J」（1998年 - 1999年）
- 氷上・丹下のトラブルチョコレート（TOKYO FM系：1998年10月 - 1999年3月）
- ラジオジュテーム（文化放送系：1998年10月 - 2000年3月）
- トラブルチョコレート（TOKYO FM系）
  - 氷上・丹下のトラチョコ・チャット（1999年4月 - 2000年3月）
  - 氷上恭子のトラチョコ・チャット2（2000年4月 - 2001年3月）
- でじこのへや（ラジオ大阪：1999年10月 - 2001年9月）
- でじこのへや2（ラジオ大阪：2001年10月 - 2002年3月）
- でじこさん（ラジオ大阪：2002年4月 - 2003年3月）
- broccoli GAMERS Radio（ラジオ大阪：2003年4月 - 2003年9月）
- にょにょらじ（ラジオ大阪：2003年10月 - 2004年2月）
- でじこのうっかりパニック!（ラジオ大阪：2004年4月 - 9月）
- D.U.P.のWelcome!PARTY☆NIGHT（BEAT☆Net Radio!：2004年10月 - 12月）
- くりぎむ!!〜クリームソーダとギムレット〜（音泉：2014年11月15日 - 2015年11月28日）
- Come On A My House（ラヂオつくば：2016年10月7日 - 放送中）

#### ラジオCD
- おとぎストーリー 天使のしっぽ DJ☆CD Edition.3（2002年）
- 真田アサミのあらもーど+2 ダイジェストCD

### オーディオブック
- 鏡の法則 人生のどんな問題も解決する魔法のルール（2009年）
- 世界から猫が消えたなら（2015年、母）

### 舞台
- サクラ大戦歌謡ショウ 帝国歌劇団・花組特別公演「愛ゆえに」（1997年）（高村椿〈声〉）
- 劇舎公演3「風よ吹け」（2009年9月25日 - 27日、アイピット目白）
- Q-あなたはだぁれ?-（2011年7月13日 - 18日、池袋シアターグリーンBOX in BOX THEATER）
- 劇団東京都鈴木区「ヒーロー ア ゴーゴー! 〜遊園地編〜」（2013年3月13日 - 24日、池袋シアターKASSAI）
- 劇団東京都鈴木区 朗読文化協会 第1回講演「朗読劇 キミが、No.1」（2016年10月8日 - 9日、座高円寺2）（テクノ先輩役）

### その他コンテンツ
- さんかくはぁと（和田智美〈山本耕史の吹き替え〉）
- 少年サンデーCM劇場『うえきの法則』編（森あい）
- chiffons
- 鏡の法則―人生のどんな問題も解決する魔法のルール（オーディオブック）
- 花の声優界! スター☆ボウリング 新春から吠えて笑って大暴投SP
- 愛天使世紀ウェディングアップル（2025年、女神[65]）

## ディスコグラフィ

### シングル
|     | 発売日        | タイトル            | 規格品番  | オリコン 最高位 |
| --- | ------------- | ------------------- | --------- | --------------- |
| 1st | 1996年5月22日 | 負けないで fly away | BVCH-8015 | 圈外            |
| 2nd | 1997年2月21日 | 穏やかな勇気        | MMDA-0001 | 圈外            |
| 3rd | 2002年2月14日 | Beautiful days      | MMCL-0009 | 圈外            |

#### コラボレーション・シングル
|     | 発売日         | タイトル                                                    | 名義                | 規格品番   | オリコン 最高位 |
| --- | -------------- | ----------------------------------------------------------- | ------------------- | ---------- | --------------- |
| 1st | 1996年12月4日  | Open Sesame                                                 | 氷上恭子 & 子安武人 | PCDB-00007 | 圈外            |
| 2nd | 1999年12月15日 | C.H.O.C.O.                                                  | 丹下桜 & 氷上恭子   | AVDA-14006 | 74位            |
| 3rd | 2000年3月8日   | あなたに逢いたくて ～Missing You～ Millennium Dance Version | 丹下桜 & 氷上恭子   | AVDA-14015 | 70位            |
| 4th | 2003年6月6日   | Rainbow☆ドリーム                                            | 氷上恭子&G.G.F.     | BRDA-1020  | 113位           |

### アルバム

#### オリジナル・アルバム
|     | 発売日         | タイトル       | 規格品番  | オリコン 最高位 |
| --- | -------------- | -------------- | --------- | --------------- |
| 1st | 1996年11月21日 | 微熱           | MMCA-0001 | 圈外            |
| 2nd | 1997年11月21日 | unmoral        | MMCA-0002 | 圈外            |
| 3rd | 1998年11月21日 | HYSTERIC NOISE | MMCA-0003 | 圈外            |
| 4th | 1999年11月25日 | blue           | MMCL-0006 | 圈外            |
| 5th | 2002年9月26日  | vicino         | MMCL-0011 | 圈外            |

#### ミニ・アルバム
|     | 発売日         | タイトル  | 規格品番  | オリコン 最高位 |
| --- | -------------- | --------- | --------- | --------------- |
| 1st | 1995年11月22日 | Pure Love | AFCP-2010 | 圈外            |

#### ベスト・アルバム
|     | 発売日        | タイトル | 規格品番  | オリコン 最高位 |
| --- | ------------- | -------- | --------- | --------------- |
| 1st | 2000年7月26日 | hikamix  | MMCL-0008 | 圈外            |

### 歌手参加楽曲
| 発売日         | 商品名                                        | 歌                           | 楽曲 | 備考                                                                      |
| -------------- | --------------------------------------------- | ---------------------------- | --- | ------------------------------------------------------------------------- |
| 1996年5月22日  | 未来形アイドル                                | 宮村優子、氷上恭子           | 「未来形アイドル」 | テレビ東京系アニメ『VS騎士ラムネ&40炎』オープニングテーマ                 |
| 1997年3月7日   | 新世紀エヴァンゲリオン 2nd Impression 特典CD  | 氷上恭子                     | 「君が、君に生まれた理由」 | セガサターン用ゲームソフト『新世紀エヴァンゲリオン 2nd Impression』挿入歌 |
| 1997年9月26日  | クリック&デッド NETWAYスイーパーズ mission:02 | 氷上恭子                     | 「好きだからサヨウナラ」 | ラジオドラマ『クリック&デッド NETWAYスイーパーズ』関連曲                  |
| 1997年12月17日 | 真冬の流れ星                                  | WITH YOU                     | 「真冬の流れ星」 「みどりのほし」 | 阪神・淡路大震災の復興支援チャリティソング                                |
| 1998年12月2日  | white album                                   | 氷上恭子                     | 「あなたに出逢えてよかった」 「星月夜」 | ラジオ番組『ゲムドラナイト』関連曲                                        |
| 1998年12月16日 | 資本主義                                      | 氷上恭子                     | 「BLUE HEAVEN」 | Chiffonsのアルバム                                                        |
| 1998年12月16日 | 資本主義                                      | Chiffons                     | 「MIU MIU〜夜空で子猫が鳴いている〜」 「Wake Me Up!!」 「Love Potion No.9」 「Higher & Deeper」 「Pure」 「嘘」 「君を守るためぼくは夢を見る」 | Chiffonsのアルバム                                                        |
| 1999年10月21日 | Live Je t'aime～Je t'aime Mania 99 IN HELL    | 氷上恭子                     | 「Welcome!」 | ラジオ番組『ラジオジュテーム』関連曲                                      |
| 1999年10月21日 | Live Je t'aime～Je t'aime Mania 99 IN HELL    | 氷上恭子、池澤春菜、田中理恵 | 「木綿のハンカチーフ」 | ラジオ番組『ラジオジュテーム』関連曲                                      |
| 2000年2月10日  | dream power-翼なき者たちへ-                   | A・G・A・S                   | 「dream power-翼なき者たちへ-」 | 文化放送A&Gゾーンイメージソング                                           |
| 2000年4月26日  | 日和見主義                                    | Chiffons                     | 「太陽が涙を乾かすまで」 「たたかう★コイゴコロ」 「ツタエタイコトハ…」 「永遠」 「羽の記憶」 「Snow Train (excellent mix version)」            | Chiffonsのアルバム                                                        |
| 2000年5月24日  | ハッピィサルベージ 主題歌CD                   | Chiffons                     | 「未来〜Be Happy〜」 | PlayStation用ゲームソフト『ハッピィサルベージ』エンディングテーマ         |
| 2019年5月4日   | Piece Piece Piece                             | 氷上恭子                     | 「Paint my heart」 | Chiffonsのアルバム                                                        |
| 2019年5月4日   | Piece Piece Piece                             | 氷上恭子、五十嵐裕美         | 「エレクトリック・スリーピングガール」 | Chiffonsのアルバム                                                        |
| 2019年5月4日   | Piece Piece Piece                             | Chiffons                     | 「劇的マスターピース」 「星空プロムナード」 「大志を抱け!!」 「Sweet Dreaming」                                                                | Chiffonsのアルバム                                                        |

### キャラクターソング
| 発売日   | 商品名                                                                        | 歌 | 楽曲                                        | 備考                                                                        |
| 1995年   | 1995年                                                                        | 1995年 | 1995年                                      | 1995年                                                                      |
| -------- | ----------------------------------------------------------------------------- | --- | ------------------------------------------- | --------------------------------------------------------------------------- |
| 5月24日  | 夢見る愛天使                                                                  | FURIL | 「夢見る愛天使」                            | テレビアニメ『愛天使伝説ウェディングピーチ』オープニングテーマ              |
| 5月24日  | 夢見る愛天使                                                                  | FURIL | 「21世紀のジュリエット」                    | テレビアニメ『愛天使伝説ウェディングピーチ』第1期エンディングテーマ         |
| 7月1日   | 十二戦支 爆烈エトレンジャー★ヒット曲集                                        | クリーム（氷上恭子） | 「モノローグロマンス」                      | テレビアニメ『十二戦支 爆烈エトレンジャー』関連曲                           |
| 9月30日  | ウエディングピーチ MUSIC BOUQUET 2                                            | 花咲ももこ（氷上恭子） | 「欠けたトライアングル」                    | テレビアニメ『愛天使伝説ウェディングピーチ』関連曲                          |
| 9月30日  | ウエディングピーチ MUSIC BOUQUET 2                                            | FURIL | 「Lucky&Happy <Short Version>」             | テレビアニメ『愛天使伝説ウェディングピーチ』関連曲                          |
| 11月22日 | ウェディングピーチ スペシャルCD                                               | FURIL | 「ヴァージンラブ」                          | テレビアニメ『愛天使伝説ウェディングピーチ』第2期エンディングテーマ         |
| 12月22日 | ウェディングピーチ ドリームコレクション                                       | FURIL | 「ヴァージンラブ」                          | テレビアニメ『愛天使伝説ウェディングピーチ』第2期エンディングテーマ         |
| 12月22日 | ウェディングピーチ ドリームコレクション                                       | FURIL' | 「夏がくれた宝石」 「モノクローム」         | OVA『ウェディングピーチDX』挿入歌                                           |
| 1996年   |                                                                               | |                                             |                                                                             |
| 7月26日  | Summer Carnival                                                               | FURIL' | 「Merry Angel」                             | OVA『ウェディングピーチDX』オープニングテーマ                               |
| 7月26日  | Summer Carnival                                                               | FURIL' | 「Sweet Little Love」                       | OVA『ウェディングピーチDX』エンディングテーマ                               |
| 7月26日  | Summer Carnival                                                               | 花咲ももこ（氷上恭子） | 「恋はプリズム」                            | OVA『ウェディングピーチDX』関連曲                                           |
| 8月18日  | ウェディングピーチ プレミアムCD                                               | FURIL' | 「Merry Angel Special Version」             | OVA『ウェディングピーチDX』関連曲                                           |
| 12月21日 | ウェディングピーチ クリスマスCD                                               | 氷上恭子、宮村優子、今井由香 | 「ジングル・ベル」 「きよしこの夜」         | OVA『ウェディングピーチDX』関連曲                                           |
| 1998年   |                                                                               | |                                             |                                                                             |
| 5月20日  | 悠久幻想曲キャラクターシリーズ vol.1 / シーラ・シェフィールド                 | シーラ・シェフィールド（氷上恭子） | 「いつの日も 〜song of flower〜」           | ゲーム『悠久幻想曲』関連曲                                                  |
| 1999年   |                                                                               | |                                             |                                                                             |
| 10月9日  | PARTY☆NIGHT                                                                   | デ・ジ・キャラット（真田アサミ）、プチ・キャラット（沢城みゆき）、ラ・ビ・アン・ローズ（氷上恭子）                                                         | 「PARTY☆NIGHT」                             | テレビアニメ『デ・ジ・キャラット』関連曲                                    |
| 10月9日  | PARTY☆NIGHT                                                                   | ラ・ビ・アン・ローズ（氷上恭子） | 「100万$スマイル」                          | テレビアニメ『デ・ジ・キャラット』関連曲                                    |
| 12月23日 | デ・ジ・キャラット でじこのサウンドメッセージ                                 | デ・ジ・キャラット（真田アサミ）、プチ・キャラット（沢城みゆき）、ラ・ビ・アン・ローズ（氷上恭子）                                                         | 「PARTY NIGHT -HYPER PARAPARA VERSION-」    | テレビアニメ『デ・ジ・キャラット』関連曲                                    |
| 12月23日 | デ・ジ・キャラット でじこのサウンドメッセージ                                 | ラ・ビ・アン・ローズ（氷上恭子） | 「タイフーン♡アイドル」                     | テレビアニメ『デ・ジ・キャラット』関連曲                                    |
| 2000年   |                                                                               | |                                             |                                                                             |
| 7月15日  | Voice of Heart                                                                | D.U.P. | 「D・U・P!」 「Voice of Heart」             | テレビアニメ『デ・ジ・キャラット』関連曲                                    |
| 2001年   |                                                                               | |                                             |                                                                             |
| 2月7日   | 真・女神転生デビチル キャラクターズファイル5 ジャックフロスト                 | ジャックフロスト（氷上恭子） | 「スマイル。ねっ。」 「北風吹いた」         | ゲーム『真・女神転生デビルチルドレン』関連曲                                |
| 9月29日  | 天使のピクニック                                                              | P.E.T.S. | 「天使のピクニック」                        | テレビアニメ『おとぎストーリー 天使のしっぽ』関連曲                         |
| 10月30日 | 天使のしっぽ/One Drop                                                         | P.E.T.S. | 「天使のしっぽ」                            | テレビアニメ『おとぎストーリー 天使のしっぽ』オープニングテーマ             |
| 11月29日 | 天使との出会い〜そして別れ                                                    | 守護天使・高校生トリオ | 「天使との出会い〜そして別れ」              | テレビアニメ『おとぎストーリー 天使のしっぽ』関連曲                         |
| 2002年   |                                                                               | |                                             |                                                                             |
| 1月23日  | アクエリアンエイジ Sign for Evolution SPHERE.2: Influential WIZ-DOM           | 香野ユイ（氷上恭子） | 「サバト」                                  | テレビアニメ『アクエリアンエイジ Sign for Evolution』関連曲                 |
| 1月26日  | 天使のうたごえ vol.2                                                          | ヘビのユキ（氷上恭子） | 「Wing 〜かけがえのない絆〜」               | テレビアニメ『おとぎストーリー 天使のしっぽ』関連曲                         |
| 2003年   |                                                                               | |                                             |                                                                             |
| 7月25日  | デ・ジ・キャラットにょ キャラクターシングルコレクション3 ラ・ビ・アン・ローズ | ラ・ビ・アン・ローズ（氷上恭子） | 「普通じゃナイの」 「制服とリップクリーム」 | テレビアニメ『デ・ジ・キャラットにょ』関連曲                                |
| 11月6日  | SAKURA 〜雪月華〜 劇中歌全集                                                  | 深海優子（氷上恭子） | 「やわらかい切なさ」                        | PlayStation 2用ゲームソフト『SAKURA 〜雪月華〜』エンディングテーマ          |
| 12月1日  | シスター・プリンセス&シスター・プリンセスRePure X'mas Song Collection         | SISTER PRINCESS+1 | 「その奇跡は永遠に」                        | テレビアニメ『シスター・プリンセス』関連曲                                  |
| 2004年   |                                                                               | |                                             |                                                                             |
| 11月3日  | センチメンタルプレリュード サウンドトラック                                   | SPガールズ | 「想い出がいっぱい」                        | PlayStation 2用ゲームソフト『センチメンタルプレリュード』エンディングテーマ |
| 2006年   |                                                                               | |                                             |                                                                             |
| 7月25日  | 女子高生 GIRL'S-HIGH キャラクターソング&ドラマ                                | 姫路京子（氷上恭子） | 「好きな人がいないとダメ!」                 | テレビアニメ『女子高生 GIRL'S*HIGH』関連曲                                  |
| 2022年   |                                                                               | |                                             |                                                                             |
| 10月14日 | デ・ジ・キャラットにょ キャラクターシングルコレクション3 ラ・ビ・アン・ローズ | デ・ジ・キャラット（真田アサミ）、プチ・キャラット（沢城みゆき）、ラ・ビ・アン・ローズ（氷上恭子）、ブロッコデス（明坂聡美）、ブシロドノミコト（伊藤彩沙） | 「Welcome! (D-POP version)」                | テレビアニメ『デ・ジ・キャラットにょ』関連曲                                |

### その他の音楽CD
- 笑顔の約束 〜声優ヒロイン・ボーカルコレクション
- ガルフォース〜ザ・レヴォリューション ヴォーカル・コレクション（ポニー）
- シスター・プリンセス&シスター・プリンセスRePure X'mas Song Collection（眞深）
- VS騎士ラムネ&40炎 シリーズ
  - 未来形アイドル
  - VS騎士ラムネ&40炎 超天然未来形アルバム2 パラレルバケーション
- SAKURA 〜雪月華〜劇中歌全集
- トラブルチョコレート
  - ラジオ番組「氷上恭子のトラチョコチャット2」ヴォーカルアルバム『A Song Of TROUBLE CHOCOLATE VIRUS』
  - テレビアニメオープニングテーマ「C.H.O.C.O.」（デボラ）
  - テレビアニメエンディングテーマ「あなたに逢いたくて〜Missing You〜」（デボラ）
  - 1stアルバム『WATCHA』（デボラ）
  - 3rdアルバム 『WATCHA!2』（デボラ）
  - 4rthアルバム 『だって女の子だモン!（デボラ）
- 天使のしっぽ シリーズ
  - 天使のピクニック（P.E.T.S.）
  - オープニング&エンディングテーマ『天使のしっぽ/One Drop』（歌:P.E.T.S.）
  - 天使との出会い〜そして別れ（守護天使・高校生トリオ）
  - 天使のしっぽ キャラクターソング&オリジナルサウンドトラック 天使のうたごえ（P.E.T.S.）
  - 天使のしっぽ ベストヴォーカルプラス 天使といつまでも。（ヘビのユキ）
- 無限のリヴァイアス キャラクターソング・コレクション「あしたから」
- 女子高生 GIRL'S-HIGH シリーズ（姫路京子）
  - 女子高生 GIRL'S-HIGH キャラクターソング&ドラマ
- Lunar Songs1〜青き星の伝説